# Boydton
Boydton – miasto w Stanach Zjednoczonych, w stanie Wirginia, siedziba administracyjna hrabstwa Mecklenburg.